# Charles Barsotti
Charles Barsotti (San Marcos, Texas, 1933 - Kansas City, Misuri, 16 de junio de 2014) fue un historietista estadounidense que contribuyó con diálogos en historietas de las principales revistas.

## Primeros años
Barsotti creció en San Antonio y se graduó de la Universidad Estatal de Texas en 1955. Él entonces sirvió en el ejército y trabajó en la Escuela de Brown en San Marcos, que era un centro de tratamiento residencial para personas con necesidades especiales, mientras estudiaba con el objetivo de obtener una maestría en educación.

## Carrera como historietista
Barsotti fue el editor de caricaturas de The Saturday Evening Post y había sido un dibujante personal de The New Yorker desde 1970. Su trabajo también apareció en Playboy y Fast Company, entre otras publicaciones. Él era un artista cuya firma, de elegante estilo, pobremente detallado redondeada evocado tanto en el mundo tradicional de un James Thurber y la sensibilidad contemporánea de un Roz Chast. 
La obra de Barsotti ofrece un repertorio sencillo que incluye un chucho adorable sin nombre y un monarca cuyo reino se compone de un guardia y un teléfono.
Su trabajo en el cómic incluye:
- C. Barsotti's People
- My Kind of People
- P.J. McFey
- Sally Bananas (1969–1973)
- Funny Form (1974)
- Punchline: USA (1975)
- Broadsides (1975–1979)

En 1992, se aprobó su personaje de un perro como un logotipo de la empresa de suministros de oficina Niceday Ltd, que fue tomada por la empresa francesa Guilbert, lo que lleva al apodo "Niceday pup" en el Reino Unido. El 26 de febrero de 1996, el cachorro también apareció en uno de los tres sellos de correos del Reino Unido con caricaturas de Barsotti.

## Muerte
Barsotti murió el 16 de junio de 2014, en su casa de Kansas City, a los 80 años. Él había estado sufriendo de cáncer cerebral.

## Libros
- A Girl Needs a Little Action (1969)
- Kings Don't Carry Money (agosto de 1983)
- Barsotti's Texas (julio de 1986)
- The Essential Charles Barsotti (1 de octubre de 1998)
- From the Very Big Desk of...: Business Cartoons by New Yorker Cartoonist Charles Barsotti (17 de mayo de 2006)
- They Moved My Bowl: Dog Cartoons by New Yorker Cartoonist Charles Barsotti (15 de mayo de 2007)